# Joos de Beer

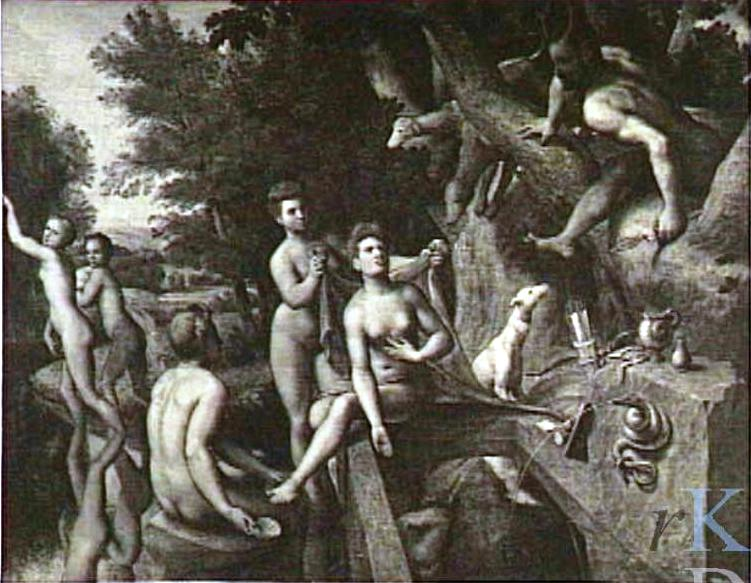
Diana y Acteón, 1579.

Joos de Beer (Utrecht, ca. 1530-1591) fue un pintor flamenco.
Según Karel van Mander realizó su aprendizaje con Frans Floris en Amberes. Posteriormente volvió a su ciudad natal, donde estableció taller, siendo a su vez maestro de Abraham Bloemaert y Joachim Wtewael.
Junto con Anthonie Blocklandt van Montfoort, a quien conoció mientras ambos eran aprendices de Floris, se le considera fundador de la escuela de pintura de Utrecht, establecida hacia 1590. Van Mander anota que De Beer conservaba en su taller muchas obras de Blocklandt que fueron copiadas por el joven Bloemaert.